# Bahnhof Rosslare Europort

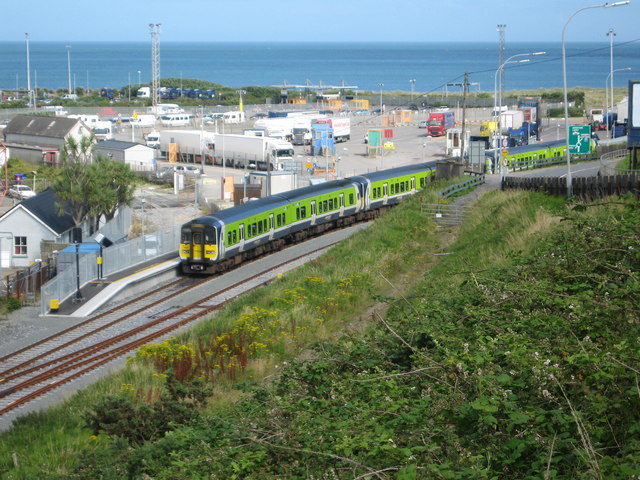
Dieseltriebzug im Bahnhof Rosslare Europort

Der Bahnhof Rosslare Europort (irisch Stáisiún Chalafort Ros Láir) ist der südliche Endbahnhof der Bahnstrecke Dublin–Rosslare in Rosslare Harbour (irisch Calafort Ros Láir) in der Republik Irland.

## Hintergrund

Gleisplan des Bahnhofs um 1909

Rosslare Harbour ist ein Hafen an der Südostspitze der Insel Irland. Er wurde 1906 nahe dem Ort Kilrane für den Fährverkehr von und nach Großbritannien errichtet, aber nach dem etwas weiter entfernten Dorf Rosslare benannt. Dessen Bahnhof (ab 1906: Bahnhof Rosslare Strand) war bereits am 24. Juni 1882 als Endbahnhof der Bahnstrecke Dublin–Rosslare der Eisenbahngesellschaft Great Southern and Western Railway (GS&WR) eröffnet worden. Weiterführende Gleise zu der damals als Wexford Harbour bezeichneten Stelle blieben wegen der Verzögerung des Hafenausbaus für die nächsten zwanzig Jahre ungenutzt.

## Geschichte und Beschreibung

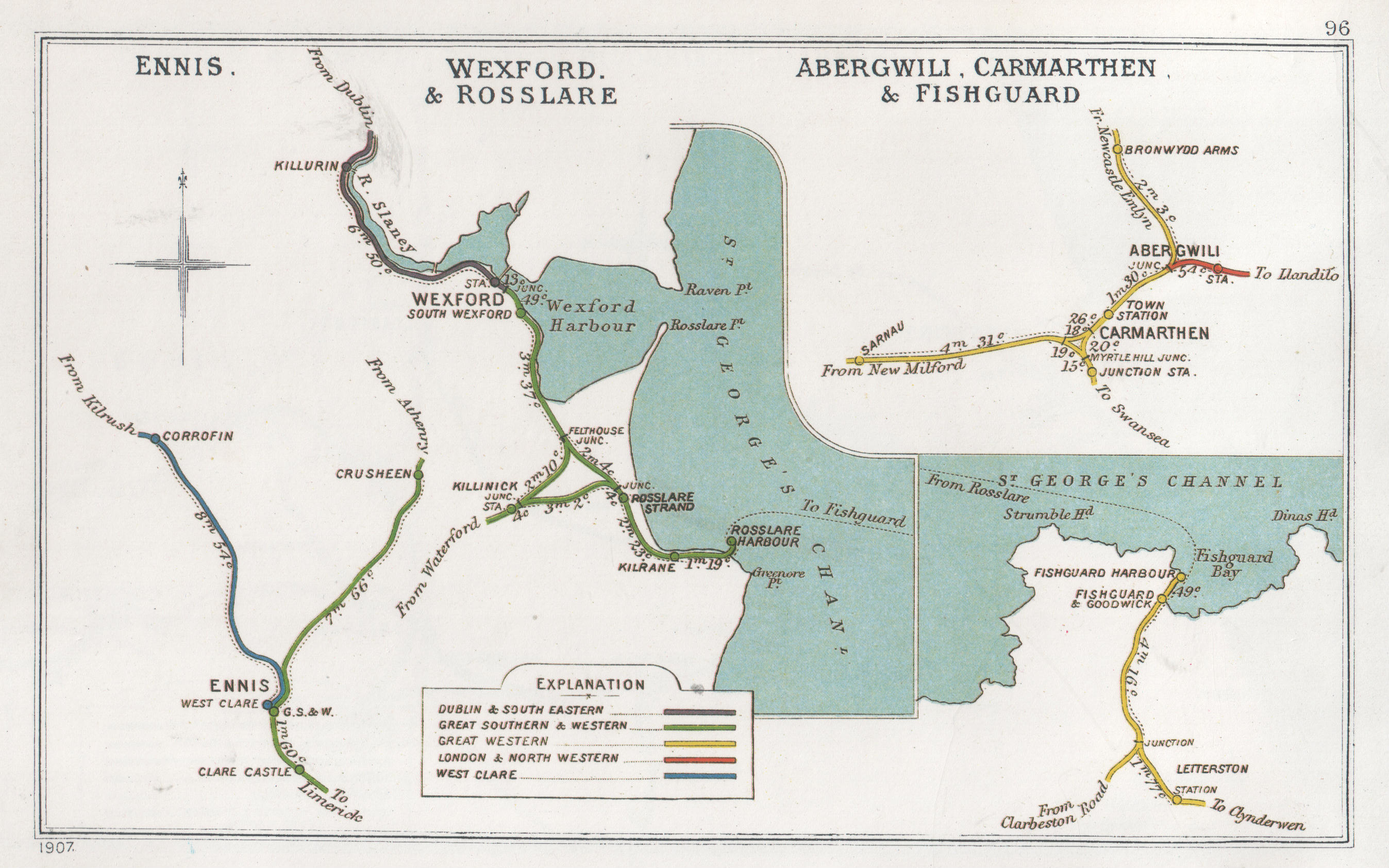
Streckenplan (um 1910)

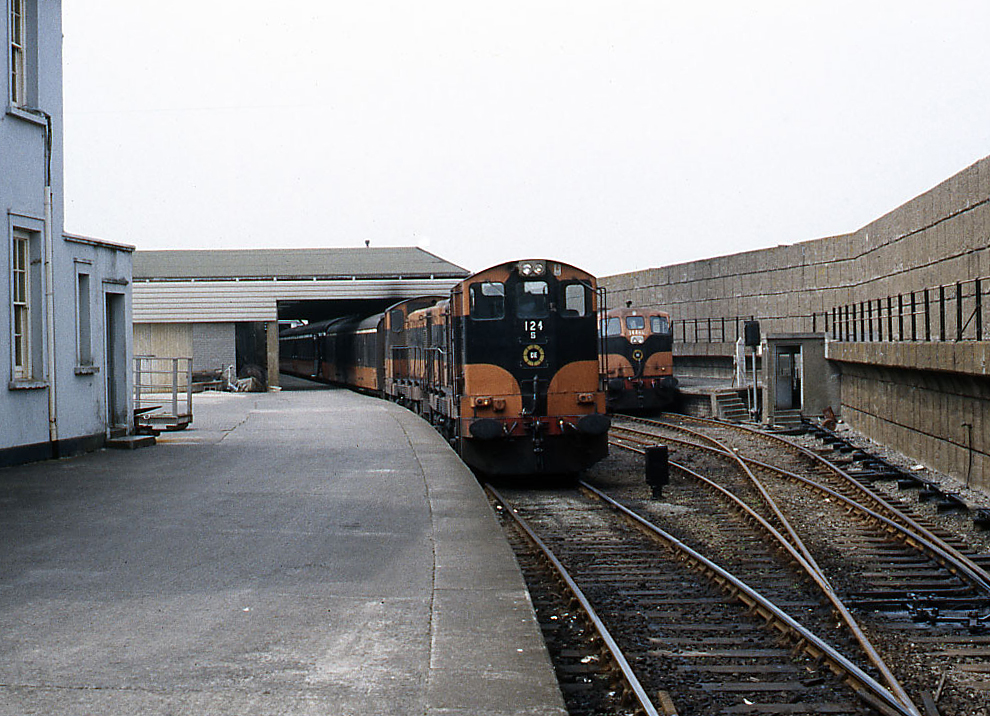
Züge im Bahnhof auf dem Pier (1987)

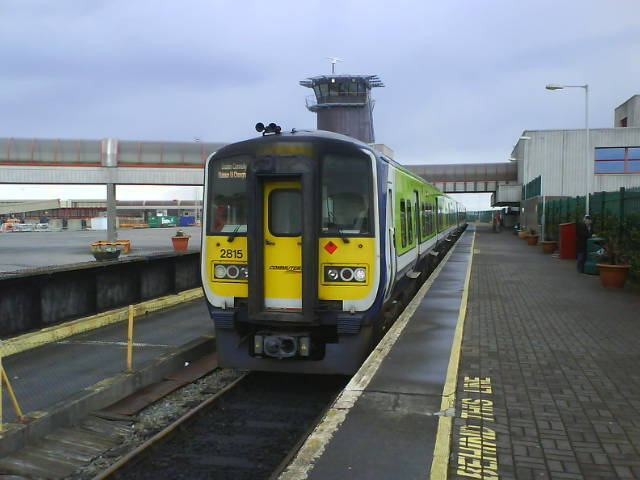
Triebzug im zweiten Bahnhof Rosslare Harbour (2008)

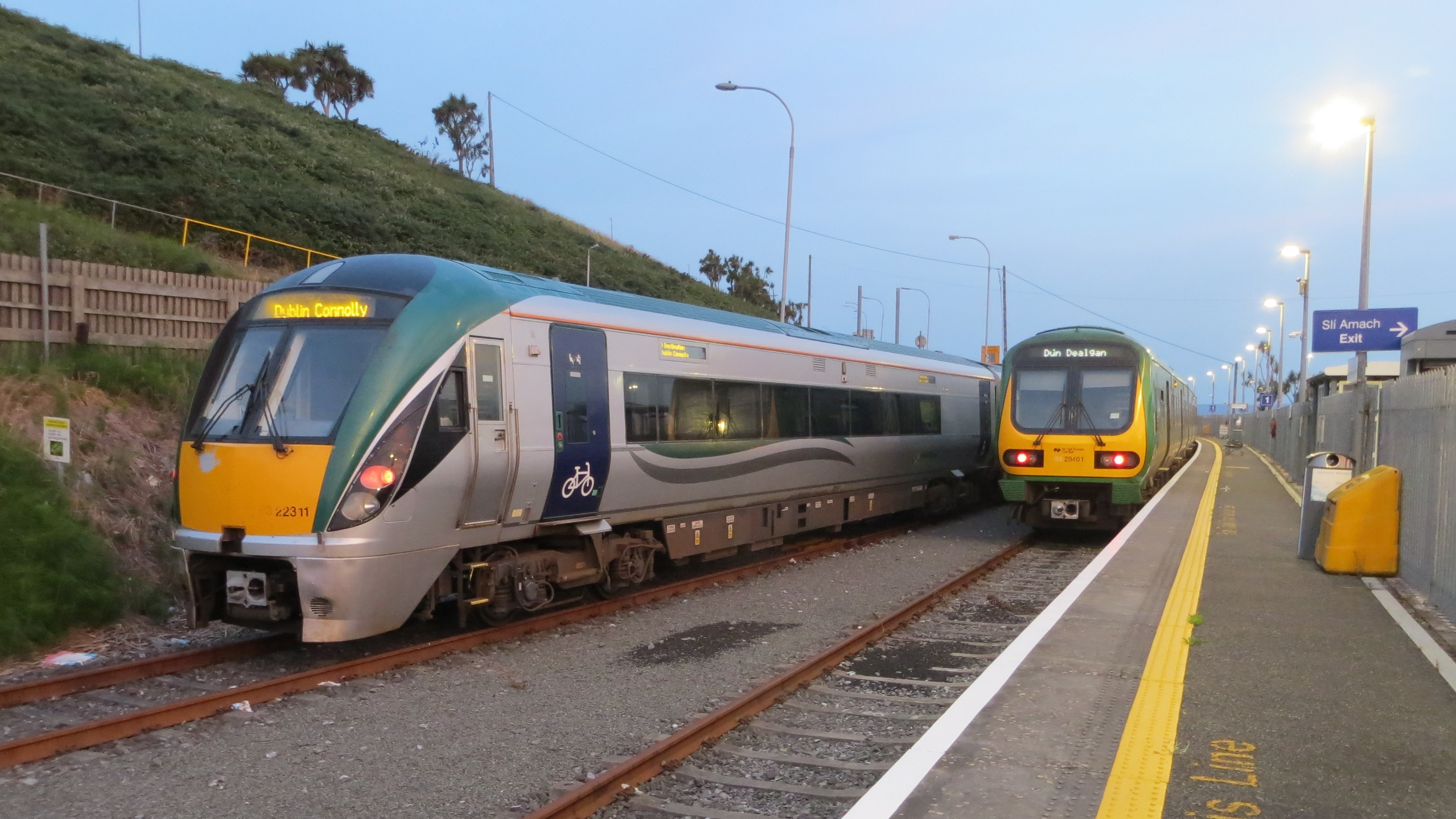
Dieseltriebzüge nach Dublin und Dundalk im Bahnhof Europort

Von Waterford her erreichte im Jahr 1906 die Bahnstrecke der Fishguard & Rosslare Railways & Harbours Company (F&RR&H) über Rosslare den Hafen (→ Bahnstrecke Waterford–Rosslare). In Rosslare bestand Anschluss an die Strecke der GS&WR von Dublin. Jene der F&RR&H sollte den Süden und Westen Irlands mit den Fähren zum Hafen Fishguard in Wales verbinden, wo die Eisenbahngesellschaft Great Western Railway den Anschluss nach London herstellte. Ab Waterford führten die Gleise weiter über Limerick bis Galway, über die anschließende Bahnstrecke Waterford–Mallow wurden Cork und der County Kerry erreicht. Zwischen den Bahnhöfen Cobh und Rosslare Harbour verkehrten jahrzehntelang Züge für schnelle Postbeförderung zwischen Großbritannien und in Cobh anlegenden Transatlantikschiffen.
Der erste Bahnhof Rosslare Harbour wurde am 30. August 1906 als Gemeinschaftsbahnhof der F&RR&H und der GS&WR eröffnet. Die Gleise lagen auf dem Pier, wo hintereinander Abfertigungsanlagen für Güter und Passagiere angelegt wurden. Zuletzt wies der Pier zwei Gleise an Seitenbahnsteigen und ein dazwischenliegendes Umfahrgleis auf. Von dort verlief die Strecke eingleisig über ein Viadukt auf das Festland, wo ein Abzweig zum Lokomotivschuppen führte. Im Zusammenhang mit Landgewinnung und Hafenerweiterung wurde die Bahnanlage auf dem Pier 1989 stillgelegt und auf dem Festland eine neue Station gleichen Namens eröffnet. Diese wies nur ein einziges Bahnsteiggleis auf. Am 14. April 2008 wurde auch sie aufgegeben und im Bereich des Abzweigs zum ehemaligen Lokschuppen der heutige Bahnhof Rosslare Europort eröffnet. Er hat ein Bahnsteig- und ein Umfahrgleis; am Stationsende blieb eine Drehscheibe erhalten, die das Drehen von Dampflokomotiven touristischer Züge erlaubt.
Am 18. September 2010 verkehrte der letzte Personenzug in Richtung Waterford. Auch der Güterverkehr endete, das Gleis wurde aber nicht abgebaut.

Der Pier um 1910
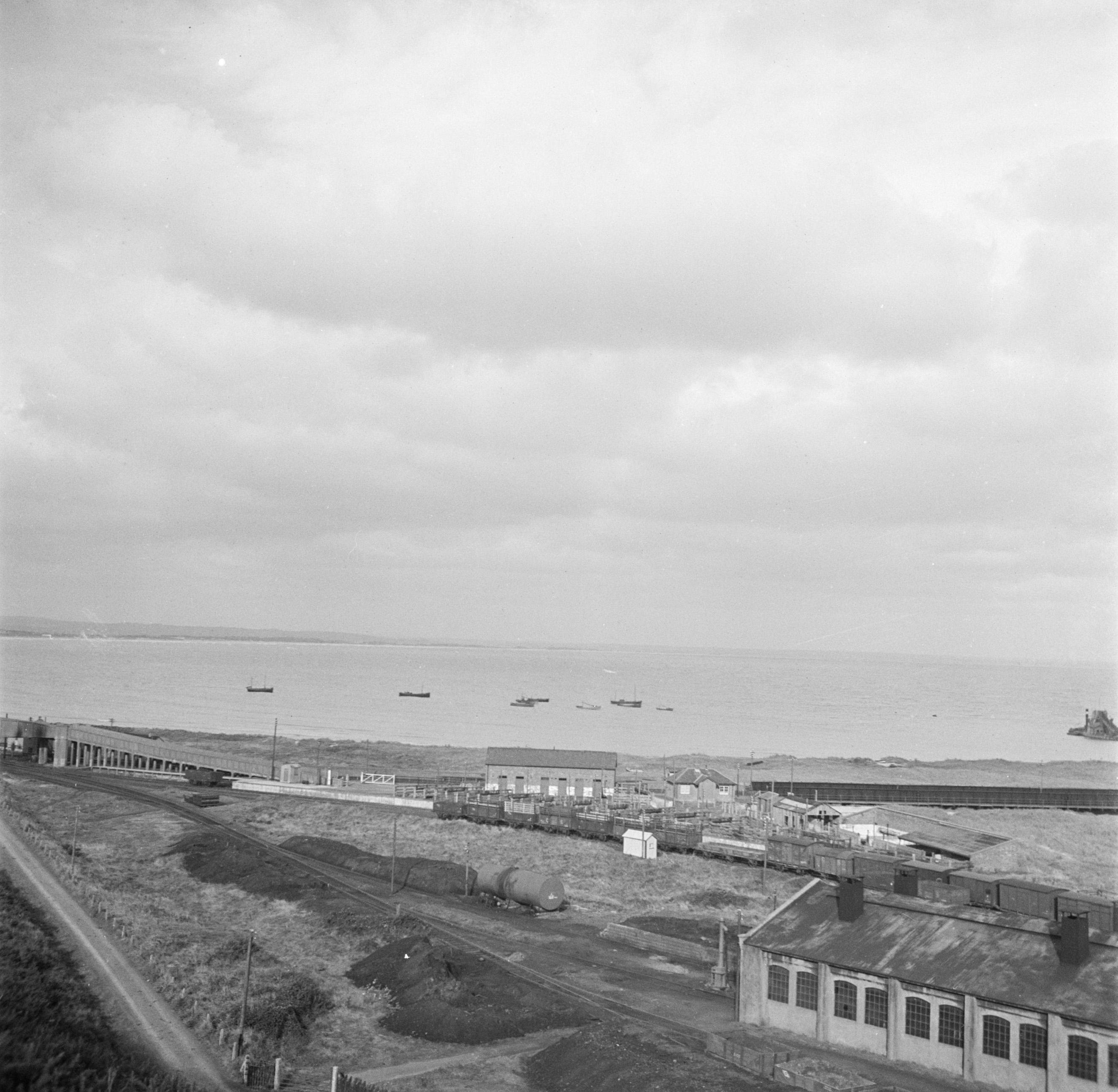
Bahnanlagen auf dem Festland mit Lokomotivschuppen (1932)
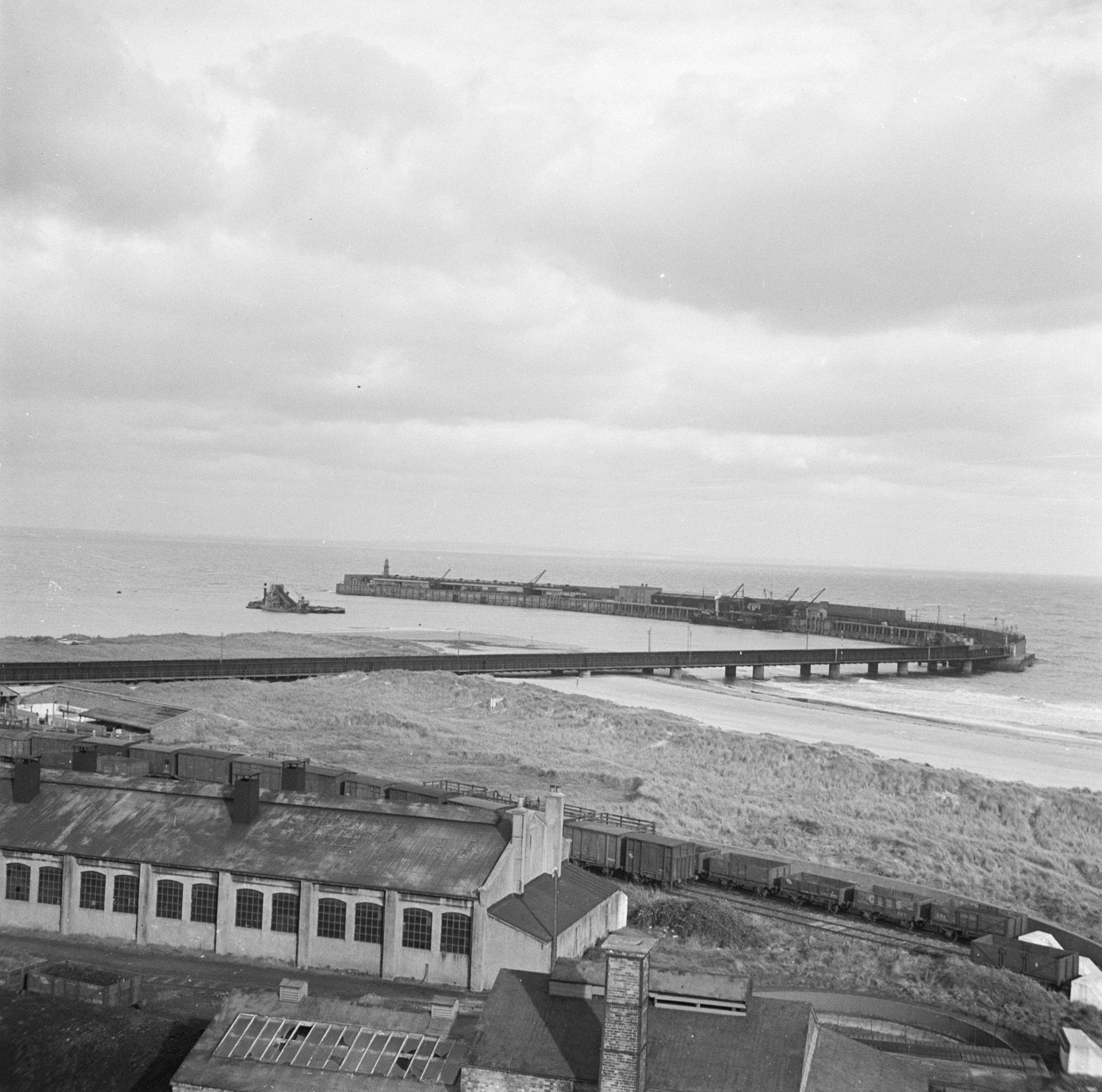
Viadukt und Pier (1932)
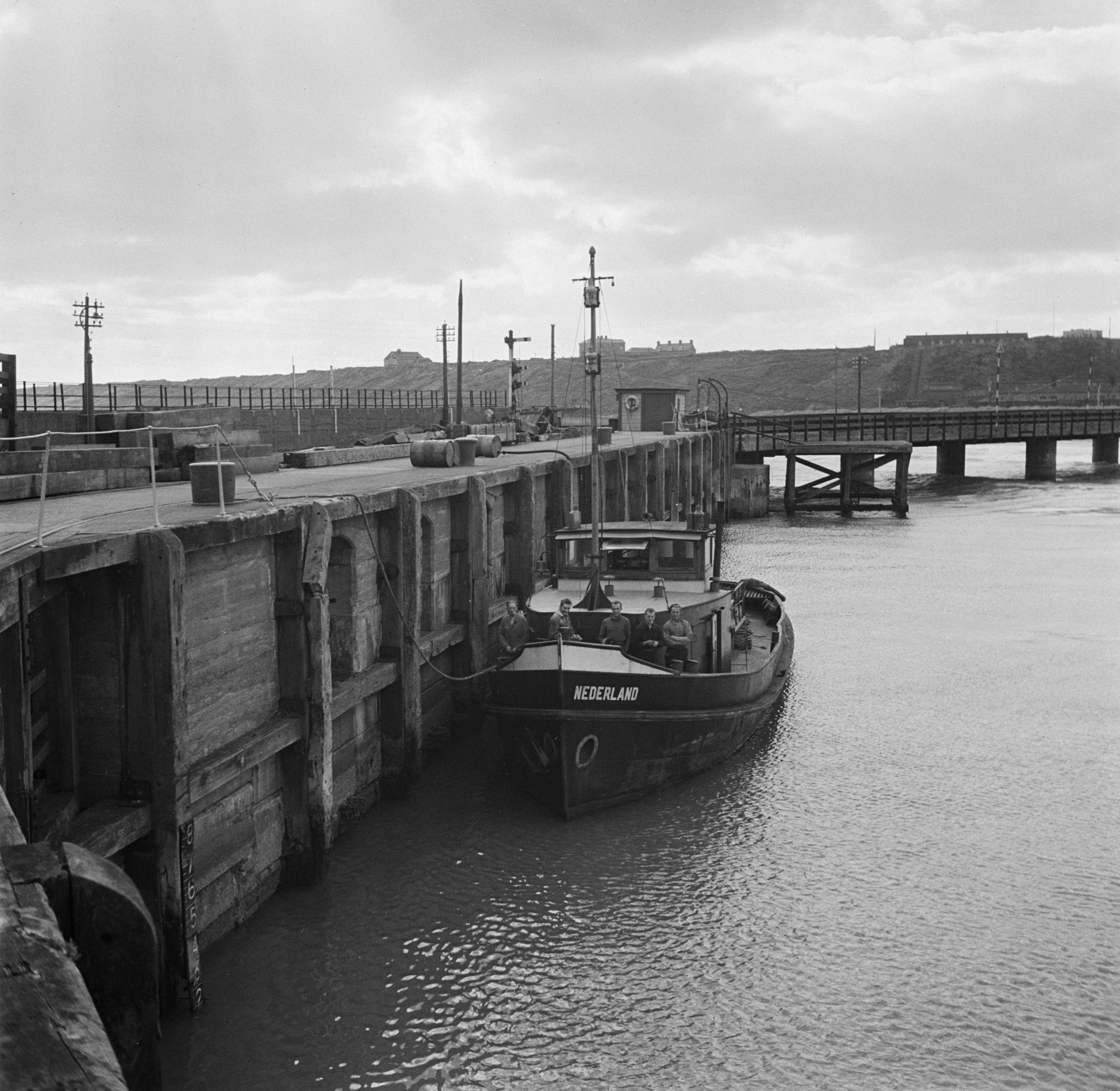
Pier mit Ausfahrtsignal und Viadukt (1932)
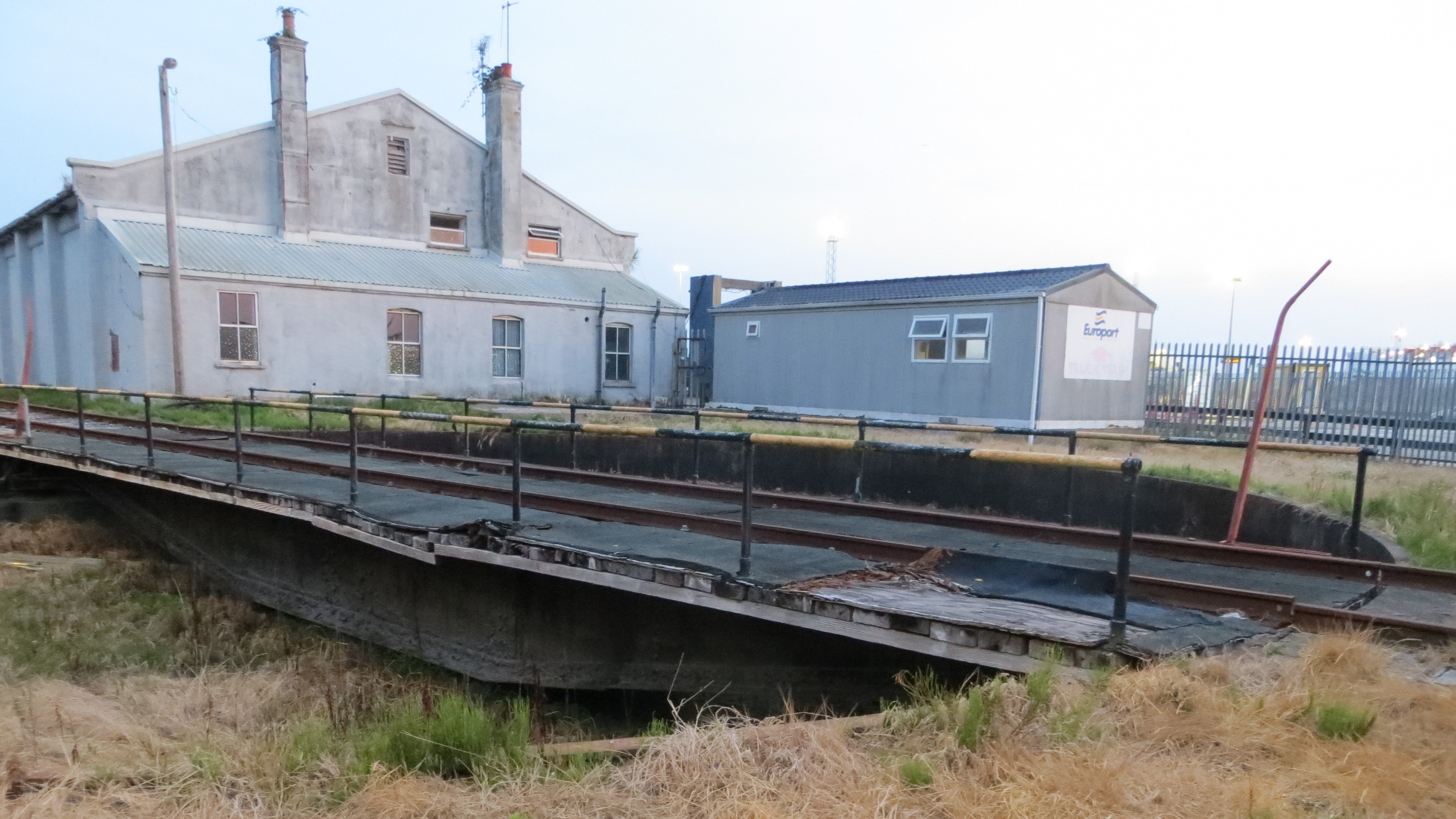
Drehscheibe

## Verkehr
Im Jahr 2023 verkehren montags bis freitags vier Zugpaare zwischen Dublin Connolly Station und Rosslare Europort, an Samstagen und Sonntagen sind drei Züge in dieser Relation unterwegs.